# Hector Munro Chadwick
Pour les articles homonymes, voir Munro (homonymie).
Hector Munro Chadwick est un philologue et historien britannique né le 22 octobre 1870 à Thornhill Lees, dans le Yorkshire, et mort le 2 janvier 1947 à Cambridge.

## Biographie
Originaire du Yorkshire, Chadwick est scolarisé à la grammar school de Wakefield, puis fait ses études supérieures au Clare College de l'Cambridge de 1889 à 1893. Il obtient une mention très bien aux tripos classiques en 1893 et est élu fellow de son collège. Il enseigne à partir de 1895 les langues médiévales et modernes.
Il succède à Walter William Skeat à la chaire Elrington & Bosworth de vieil anglais, de 1912 à 1941.
Il épouse en 1922 Nora Kershaw Chadwick, fellow de Newnham College. Hector Chadwick est l'auteur avec sa femme d'une compilation de traditions orales publiée en trois volumes entre 1932 et 1940.

## Publications
- 1905 : Studies in Anglo-Saxon Institutions
- 1907 : The Origin of the English Nation
- 1912 : The Heroic Age
- 1932 : The Growth of Literature, Volume 1: The Ancient Literatures of Europe (avec N. Kershaw Chadwick)
- 1936 : The Growth of Literature, Volume 2: Russian Oral Literature, Yugoslav Oral Poetry, Early Indian Literature, Early Hebrew Literature
- 1940 : The Growth of Literature, Volume 3: The Oral Literature of the Tatars and Polynesia, etc.
- 1945 : The Nationalities of Europe and the Growth of National Ideologies
- 1949 : Early Scotland. The Picts the Scots & the Welsh of Southern Scotland